# Stammdatenpool
Bei einem Stammdatenpool werden die Stammdaten der Produkte (z. B. Name, Beschreibung, Empfohlener Verkaufspreis) von einer zentralen Datenerfassung jeweils nur einmal aufgenommen; d. h. digital erfasst. Sie werden in diesem Daten-Pool weiter gepflegt. Alle angeschlossenen Interessenten (Dienstleister, Händler, andere (Daten)-Lieferanten) werden automatisch mit den Stammdateninformationen der Produkte versorgt.
Die Hersteller sind hierbei für die Einstellung und die Pflege ihres Sortiments – also für die Aktualität und Richtigkeit – ihrer Daten verantwortlich.
Das System des Stammdatenpools ist aus mehreren Gründen für den Handel, Dienstleister etc. interessant:
- der Pool kann von allen Handelspartnern mit genutzt werden
- kaum Datenerfassungsfehler, da der Hersteller die Eingaben mit kontrolliert
- Kosteneinsparungen, da nicht jeder selbst die Daten eingeben muss, sondern auf einen bestehenden Datenpool zurückgreift

Voraussetzung für die Einrichtung und Pflege eines Stammdatenpools ist die Einführung einer Datenbank-Umgebung.
Ein Stammdatenpool selbst stellt wiederum die Voraussetzung für einen optimierten Geschäftsprozess im Umfeld von EDI (Electronic Data Interchange) sowie ECR (Efficient Consumer Response) dar.
EANCOM ist ein empfohlener Standard für den elektronischen Datenaustausch (EDI) bei ECR. Bei dem EANCOM Standard handelt es sich demnach um eine internationale Standardanwendung zum Austausch von Artikelstammdaten, Preisen und Konditionen. Auf dieser Basis kann der Hersteller z. B. über ein Web-Portal oder über eine Software Daten erfassen bzw. aktualisieren.